# Triammatus saundersii
Triammatus saundersii är en skalbaggsart som beskrevs av Louis Alexandre Auguste Chevrolat 1857. Triammatus saundersii ingår i släktet Triammatus och familjen långhorningar. Inga underarter finns listade i Catalogue of Life.